# Sverre Hansen
Sverre Hansen (né le 23 juin 1913 à Larvik et mort le 22 août 1974) fut un footballeur international norvégien.

## Biographie
Durant sa carrière de club, il joue dans le club du championnat norvégien du Fram Larvik.
Il joue également en international, avec l'équipe de Norvège et remporte le bronze pendant les Jeux olympiques de 1936 à Berlin. Il prend aussi part à la coupe du monde 1938 en France.
Il a en tout joué en équipe nationale de 1933 à 1837 et inscrit 7 buts en 15 matchs.